# 深山おから
深山 おから（みやま おから）は、日本の漫画家、イラストレーター。
主に少年誌で活躍する。

## 単行本
- 俺のぱんつが狙われていた。シリーズ 全4巻